# Арететерапия
Арететерапия (аретотерапия, аретепсихотерапия, аретопсихотерапия; от греч. arete — добродетель, доблесть, достоинство и therapeia — лечение) — вид психотерапии, предложенный врачом-терапевтом А. И. Яроцким для лечения различных соматических заболеваний путем обогащения жизни пациентов духовными идеалами.
Терапия опиралась на нравственные стороны человеческой личности, выработку нового мировоззрения, чувства общественных идеалов «красоты и доблести» в сохранении и восстановлении здоровья.

## История

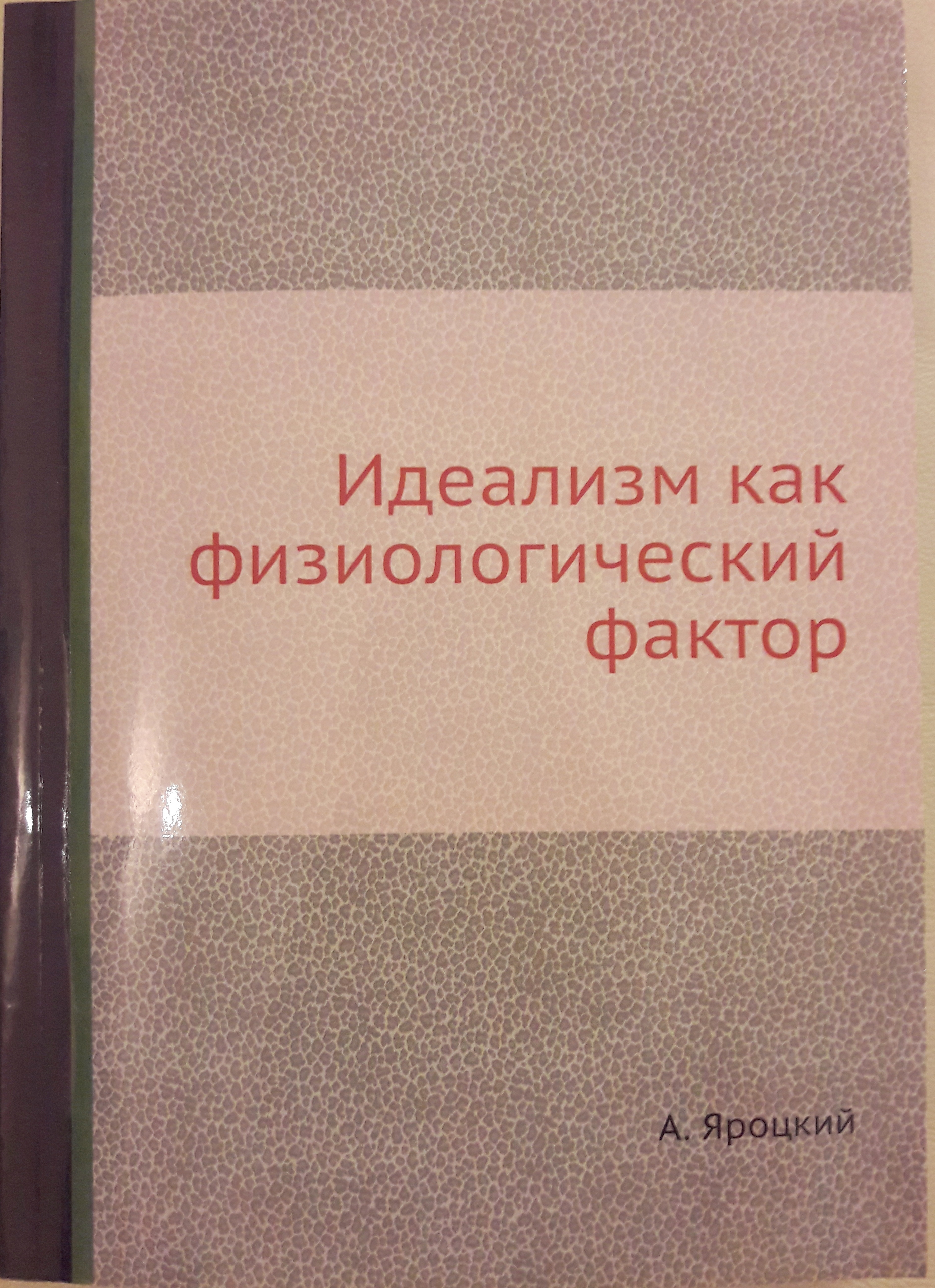
«Идеализм как физиологический фактор» (Яроцкий, 1908)

Метод был описан в работе «Идеализм как физиологический фактор» (Яроцкий, 1908), где на материале исторических и клинических данных, автор осуществляет оригинальную попытку обоснования роли идеалов в лечении различных заболеваний (легочных, почечных, инфекционных, сердца, нервных и др.). Например, опираясь на работы И. П. Павлова, приводятся доказательства изменения хода химических процессов, деятельности мышц и желез внутренней секреции под влиянием душевных переживаний (предпосылки психотерапии психосоматических расстройств).
В книге описана терапевтическая ценность идеалов и высоких стремлений как то, без чего «стерлось бы какое-то ни было различие между медициной и ветеринарией». Схожие способы лечения предлагались также в "психотерапии миросозерцанием".
Лечение идеалами (нравственное совершенствование, альтруизм, общественное служение), согласно методу, ведет к усложнению высших условных рефлексов, что создает повышенную устойчивость организма по отношению к болезни. Осуществлять подобную терапию предлагалось путем «культивирования у больного возвышенных целей и задач, способных увлечь его и вдохновить», «постановки на первый план самодеятельности пациента, поднятие яркости интенсивности его личности», перестройки стремления ставить себя в центр внимания к большему вниманию и любви к окружающим, таким образом, психотерапевтическая задача арететерапии заключалась в нравственном перерождении личности в целях оздоровления организма.
Автор также предлагал своеобразные школьные программы, направленные на развитие «идеализма» у детей, на то, чтобы научить их рассказывать и писать, делать выводы и замечать факты, ориентироваться на красивые и великие образы.
В арететерапии не было разработано специальных практических воодушевляющих пациента методов, но теоретическое содержание метода с яркими примерами из врачебной практики, религии, художественной литературы и мировой истории — может представлять ценный материал для психотерапии и педагогики. Принципы арететерапии, например, легли в основу концепции эмоционально-стрессовой психотерапии В. Е. Рожнова.
В некоторых электронных справочных изданиях метод описан как «психотерапия неврозов», что не находит подтверждения в других источниках.
Примечание: в оригинале метод назывался "аретотерапия".

## Примеры из книги Яроцкого[5]
В картине Гольбейна-младшего «Крестьянин и смерть» (выбранной для заглавного листка книги) автор видит пример, отображающий отношение большинства людей к жизни: они с трудом ведут жизненную борозду, не видят ничего кругом себя кроме этой борозды, не заглядывают вперед дальше окончания своего тяжелого обыденного труда и не замечают, что около них кружит смерть в виде сперва нравственного, а затем и физического разложения (Яроцкий, предисловие, 1908).
Яроцкий описывает духовные идеалы, способные влиять на физическое здоровье, как служение любой идее, удовлетворяющей двум критериям: первая, идеи должны строго соответствовать человеку, то есть его культуре, наклонностям, воспитанию, прошлому (они должны быть как одежда по плечу человеку); второй критерий, это высота и совершенство самой идеи, она должна выдержать самую строгую проверку фактами, соответствовать самым высоким моральным основам (Яроцкий, 217—219).
Образы необыкновенного величия духа или спасительного духовного перерождения, автор видит в блестящих примерах в русской литературе, это «Живые мощи» И. Тургенева и «Смерть Ивана Ильича» Л. Толстого. В первом примере, несмотря на тяжесть своего положения (паралич) героиня не потеряла способности наслаждаться окружающим. Она не ропщет на судьбу, не озлобилась, сохранила ясность души, чуткое, внимательное отношение ко всему окружающему. Яроцкий объясняет это компенсацией недостаточной работы больных органов усиленной работой оставшихся здоровыми (болезнь поразила только тело, душевная сфера здесь осталась не тронутой и сделалась интенсивнее, помогая повышению духовных сил) (Яроцкий, 194—198).
Второй пример отображает конечное просветление духа перед смертью через повышение психической энергии как одной из последних вспышек угасающей жизни. Герой Толстого пересматривает всю свою жизнь, прожитую только для себя и не находит в ней ничего приятного, с чем можно было-бы жить, кроме детства. И в это время с ним происходит нравственный перелом, понимание что вся его сознательная жизнь была «не то», появляется сочувствие к людям, желание избавить их от страданий. Яроцкий здесь предполагает, что если бы это перерождение произошло раньше, чем тело было окончательно подорвано, то жизненная энергия тела поднялась бы и фатальный конец, возможно, был бы отложен (Яроцкий, 204—209).